# Джером и Джеремайя Валеска
Джером и Джеремайя Валеска (англ. Jerome and Jeremiah Valeska) — персонажи и одни из главных антагонистов криминального детективного супергеройского телесериала «Готэм» (2014—2019), оба персонажа основаны на историях о супергерое комикс-издательства DC Comics Бэтмене, а образ обоих персонажей основан на внешности и характеристиках заклятого врага Бэтмена — суперзлодее Джокере.
Каждый из братьев имеет свои характеристики и особенности Джокера — Джером выступает как психопат, террорист и нигилист, который жаждет разрушения и хаоса в своём родном городе — Готэм-Сити, в то время как Джеремайя олицетворяет преступный гений и жестокость Джокера, а также Джеремайя одержим Брюсом Уэйном — альтер-эго Бэтмена. Во 2 половине 5 сезона Джеремайя получает масштабные изменения в характере и внешности, и получает многие черты, характерные Джерому и Джокеру. Также, он становится максимально похож на Джокера — он красит лицо в белый цвет, его волосы и глаза приобретают зеленоватый оттенок, а губы окрашиваются в красный цвет. Из-за проблем с авторскими правами (сериал выпускался студией 20th Century Studios, в то время как права на имя Джокера и других персонажей DC Comics принадлежали студии Warner Bros. Pictures) в сериале ни Джером, ни Джеремайя ни разу не упоминаются как Джокеры, все персонажи называют их по их настоящим именам.
Оба персонажа играют роли антагонистов и на протяжении всего сериала «Готэм» они занимают одну из важнейших ролей в сюжете. При этом, оба брата дебютируют не сразу, а постепенно (Джером впервые появляется ближе к финалу 1 сезона, в то время как Джеремайя в конце 4 сезона). Обоих братьев играет один и тот же актёр — Камерон Монахэн, получивший похвалу за свою актёрскую игру.

## Ранняя задумка
Изначально сериал «Готэм» задумывался как полноценный детективный телесериал, не имеющий элементы супергероики и заостряющий внимание и сюжет на истории города Готэм-Сити и на молодом Джеймсе Гордоне. Из-за этого исполнительный продюсер сериала, Бруно Хеллер, не горел желанием рассказывать предысторию Джокера. Авторы сериала предполагали, что Джокер не должен предшествовать самому Бэтмену, а потому изначально предполагалось ввести в сюжет 1 сезона персонажей 2 плана, чтобы в дальнейшем превратить их в суперзлодеев. Но вскоре Хеллер передумал, так как посчитал, что зрители и фанаты не захотят так долго ждать.

## Разработка
Принимая во внимание тот факт, что у них отсутствуют права на имя Джокера, авторы сериала решили предположить, что до Джокера были и другие суперзлодеи, похожие на него. Джокер стал бы свидетелем их преступлений и решил бы повторить их, но только гораздо страшнее и масштабнее. Хеллер считал, что образ, манера и поведение Джокера не могли взяться из воздуха, кто-то вдохновил Джокера на их создание и реализацию. Чуть позже Джером и Джеремайя станут известны в кругах фанатов DC Comics как «протоджокеры».
Первым «протоджокером» стал Джером Валеска. Изначально Джером должен был появится только в одном эпизоде 1 сезона, но игра Камерона Монахэна, играющего Джерома и Джеремайю в сериале, настолько понравилась создателям, что они решили продолжить изучать историю, поведение и способности Джерома. После небольшого перерыва Джером вернулся во 2 сезоне, но был довольно быстро убит уже в 3 эпизоде. Решение убить Джерома возникло у Хеллера из-за того, что он посчитал, что зрителям не понравится то, что они на протяжении всего сезона будут верить в то, что Джером и есть Джокер. После смерти Джерома создатели рассматривали вариант ввести в сюжет женскую версию «протоджокера», которая появилась во 2 сезоне в эпизоде «Этот шар грязи и подлости». Роль «Женщины-Джокера» исполнила Лори Петти, но больше в сериале этот персонаж не появлялся.
Чуть позже в финале 2 сезона был выставлен безумный смех Джерома, чтобы намекнуть зрителям на 3 сезон. Как выразился исполнительный продюсер сериала Кен Вудрафф, 3 сезон начнёт не только раскрывать мифологию Джерома, но также будет демонстрировать персонажей, которые «могут быть, а могут и не быть Джокером». В итоге, в одном из эпизодов 3 сезона культ сумасшедших поклонников Джерома воскрешает его с помощью электричества, что отсылает на будущий 4 сезон, в котором Джерому будет отведена более важная роль. Также в 4 сезоне дебютирует очень важный для сюжета персонаж — Джеремайя Валеска, тайный брат-близнец Джерома, которого также играет Камерон Монахэн. В финале 4 сезона Джером умирает окончательно, упав с крыши здания. Создатели поняли, что им удалось раскрыть Джерома настолько, насколько это возможно, и они решили ввести в сюжет второго «протоджокера», который воплощал бы другие характеристики и особенности Джокера.
Вторым «протоджокером» становится Джеремайя, который получает дозу зелёного газа, который сводит его с ума. Также раскрывается, что посылку с газом ему перед смертью прислал Джером, чтобы брат продолжил его дело. В 5 сезоне Джеремайя становится полноценным антагонистом и личным заклятым врагом юного Брюса Уэйна. В итоге, в ходе схватки с Брюсом Джеремайя падает в чан с химикатами, из-за чего он окончательно теряет рассудок, а его лицо получает многочисленные уродливые шрамы. Сам Монахэн считает, что после падения в химикаты Джеремайя превратился в так называемого «третьего протоджокера» — самого опасного и безумного среди всех остальных. В итоге, Джеремайя становится комбинацией и Джерома, и Джеремайи. Финал 5 сезона оставляет вопрос, станет ли Джеремайя истинным Джокером или нет, открытым.

## История

### Джером Валеска
Представленный как психопат, нигилист и серийный убийца, Джером убивает свою ненавистную мать, Лайлу, которая всячески издевалась над ним. Поначалу Джером пытается замести следы и скрыть свою причастность к убийству, но затем, на допросе с Джеймсом Гордоном, он не выдерживает, и, безумно смеясь, раскрывает полицейскому свою историю и причины, по которым он убил женщину. В итоге, Джерома заключают в лечебницу «Аркхем». При подготовке к роли Джерома Монахэн ни разу не смотрел фильмы с участием Джокера, а только читал комиксы с ним. Также он не раз переслушивал смех Джокера, озвученный актёром Марком Хэмиллом. Джером возвращается во 2 сезоне, представленный как главарь небольшой банды психов, сбежавших из «Аркхема». Наставником Джерома становится коррумпированный политик Тео Галаван, который помог Джерому и его сообщникам сбежать. Под влиянием Галавана у Джерома происходит внутренний рост, и теперь он решает совершать масштабные беспорядки, а не мелкие преступления. Но в итоге в 3 эпизоде Джером оказывается предан и убит Галаваном. Чуть позже, в 3 сезоне, поклонники Джерома воскрешают его, а в 4 сезоне Джером вновь даёт о себе знать в криминальном мире и собирает команду суперзлодеев, чтобы посеять в Готэм-Сити хаос. В итоге, после битвы с Гордоном, Джером падает с крыши здания и погибает окончательно, но перед смертью он объясняет Гордону, что его идея и философия не умрут, и что его наследие будет жить и дальше.

### Джеремайя Валеска
Дебютировавший в 4 сезоне под псевдонимом Ксандер Уайлд, Джеремайя представляется как высокоинтеллектуальный инженер, который до смерти боится и ненавидит своего брата Джерома. Раскрывается, что в детстве Лайла отослала Джеремайю из семьи, так как он постоянно жаловался на то, что Джером нападал и угрожал ему. При этом, сам Джером обвиняет Джеремайю в клевете, что он придумал всё это, чтобы подставить его. Чуть позже Джеремайя признаётся, что он действительно приукрасил некоторые моменты, но по большей части Джером действительно обращался с ним жестоко. В финале 4 сезона Джеремайя случайно вдыхает газ Пугала, который сводит его с ума. Также, из-за газа кожа Джеремайи бледнеет, глаза зеленеют, а губы краснеют. В итоге Джеремайя демонстрируется как более холодный, расчётливый и гениальный злодей, нежели вспыльчивый, жестокий и хаотичный Джером. Эти черты делают Джеремайю похожим на Ганнибала Лектера. Также, после контакта с газом, Джеремайя становится одержим Брюсом Уэйном и начинает считать его своим суррогатным братом. По ходу развития сюжета Джеремайя всё больше мучает Брюса и погружается в безумие, и в конечном итоге падает в чан с химикатами. Из-за этого его тело покрывается шрамами, а почти все волосы выпадают. Он переходит в состояние овоща, но 10 лет спустя он раскрывает, что всё это время просто притворялся больным. Он становится ещё безумнее и жёстче, и в финале сталкивается с Джеймсом Гордоном на химическом заводе, захватив в плен дочь Гордона, Барбару. Гордон получает серьёзное ранение, но ему на помощь приходит Брюс, ставший супергероем Бэтменом. Брюс без труда побеждает Джеремайю, вырубив его бэтарангом. Дальнейшая судьба Джеремайи остаётся неизвестной, но создатели официально объявили, что Джеремайя выжил после стычки с Бэтменом.

## Критика
Сайт-агрегатор Rotten Tomatoes назвал дебют новой версии заклятого врага Бэтмена, Джерома, в эпизоде «Слепой провидец» «полным разочарованием», в то время как сам эпизод получил среднюю оценку. Раннее воплощение Джерома (1-2 сезоны) было воспринято преимущественно негативно, так как многие рецензенты называли Джерома «жалкой попыткой доказать, что „Готэм“ — это не абсолютный мусор», хотя игра Камерона Монахэна получала высокие оценки.
Воплощение Джерома в более поздних сезонах (3-4 сезоны) получило куда более высокие оценки. Среди фанатов Джером получил большую популярность. Смерть Джерома во 2 сезоне вызвала волну негодования и гнева среди и фанатов, и критиков, в то время как его воскрешение в 3 сезоне очень обрадовало зрителей.
Джеремайя Валеска получил ещё более высокие оценки, чем Джером. Многие отмечали, что ход с Джеремайей очень умён, так как с его помощью можно поиграть с новым образом злодея, а также оставить в касте Монахэна. Также некоторые называют Джеремайю ещё более лучшим злодеем, чем Джером, так как Джеремайя более методичен и одержим, а также он оказал большее влияние на сериал, чем Джером.